# Miejska Placówka Muzealna w Mikołowie
Muzeum w Mikołowie dawniej Miejska Placówka Muzealna w Mikołowie – placówka o charakterze muzeum mieszcząca się w Mikołowie. Placówka jest miejską jednostką organizacyjną i mieści się w historycznej wilii burmistrza Jana Koja przy ulicy Konstytucji 3 Maja 18
Placówka została otwarta w 2006 jako Miejska Placówka Muzealna. W 2022 roku została przekształcona w Muzeum w Mikołowie (w organizacji). Na muzealną ekspozycję składają się eksponaty, obrazujące dzieje Mikołowa oraz życie jego mieszkańców (meble, przedmioty codziennego użytku).